# Dino Ballarin
Dino Ballarin (né à Chioggia, dans la province de Venise, en Vénétie le 23 septembre 1925 et mort à Superga, le 4 mai 1949) était un footballeur italien. 

## Biographie
Dino Ballarin évoluait comme troisième gardien de but à Torino AC. Il était le frère d'Aldo Ballarin, mort aussi dans le Drame de Superga.